# Castelluccio (Norcia)
Castelluccio è una frazione del comune di Norcia (PG) in Umbria, uno dei centri abitati più elevati dell'Appennino. 

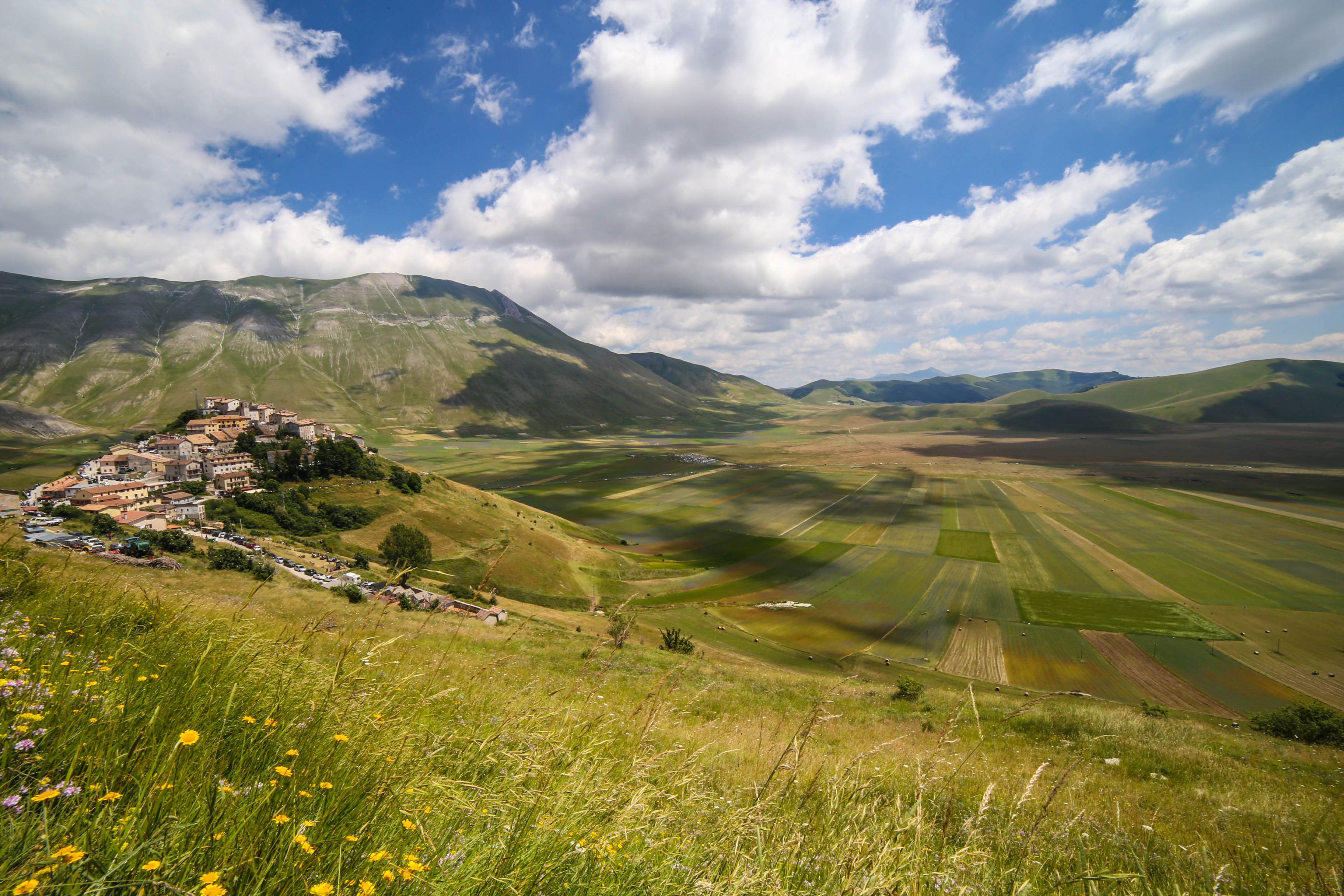
Vista frontale su Castelluccio di Norcia, prima del terremoto del 2016.

Secondo i dati ISTAT il paese si va man mano spopolando: nel censimento del 2001 il paese risultava abitato da 150 residenti, mentre in quello del 2011 i residenti sono scesi a 120. Il 30 ottobre 2016 è stato quasi completamente distrutto da un importante evento sismico: il campanile e la Chiesa di Santa Maria Assunta sono andati completamente perduti, mentre alcune opere di notevole pregio storico-artistico custodite nella chiesa erano state messe in sicurezza prima dei crolli.

## Geografia fisica

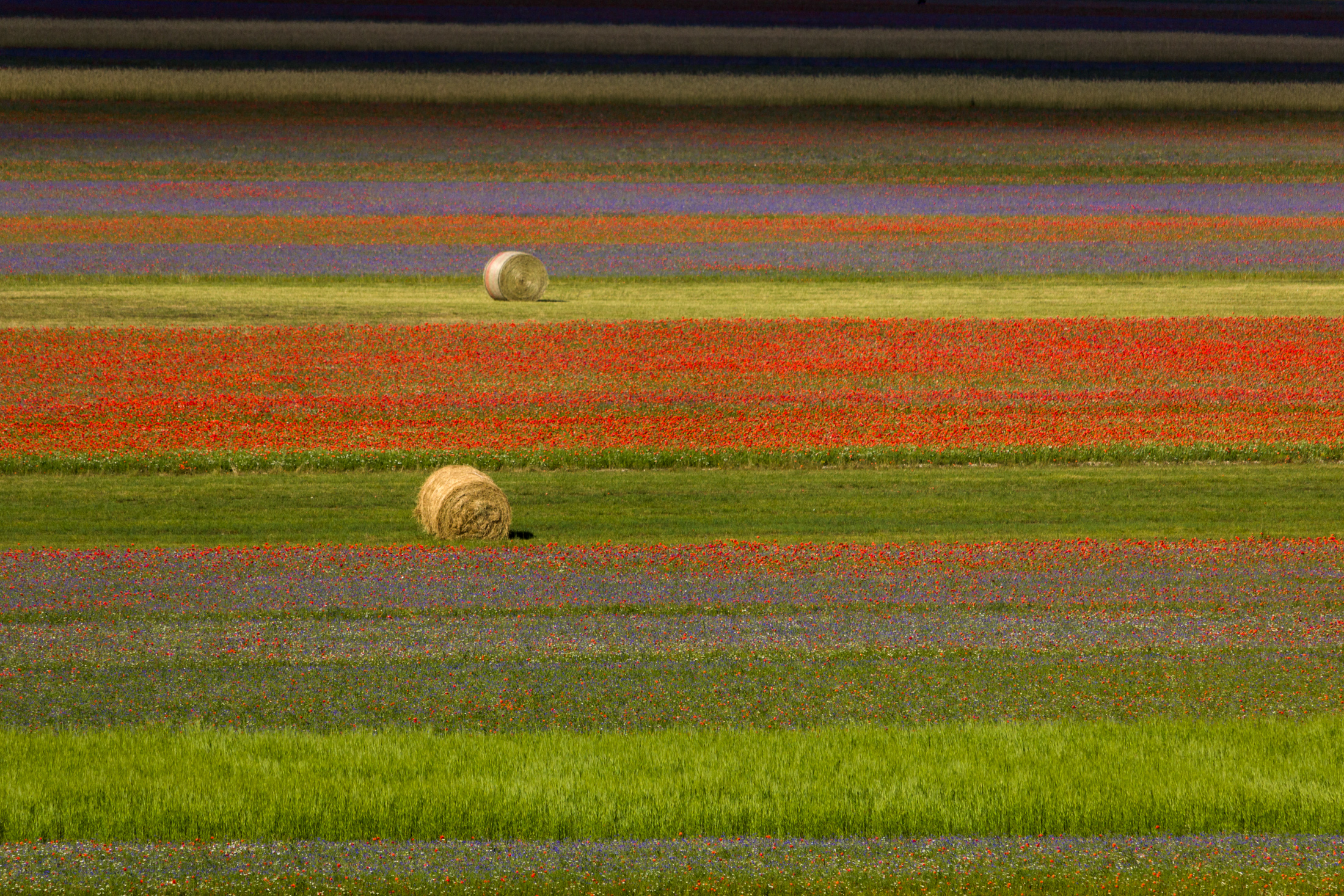
Fioritura di Castelluccio di Norcia.

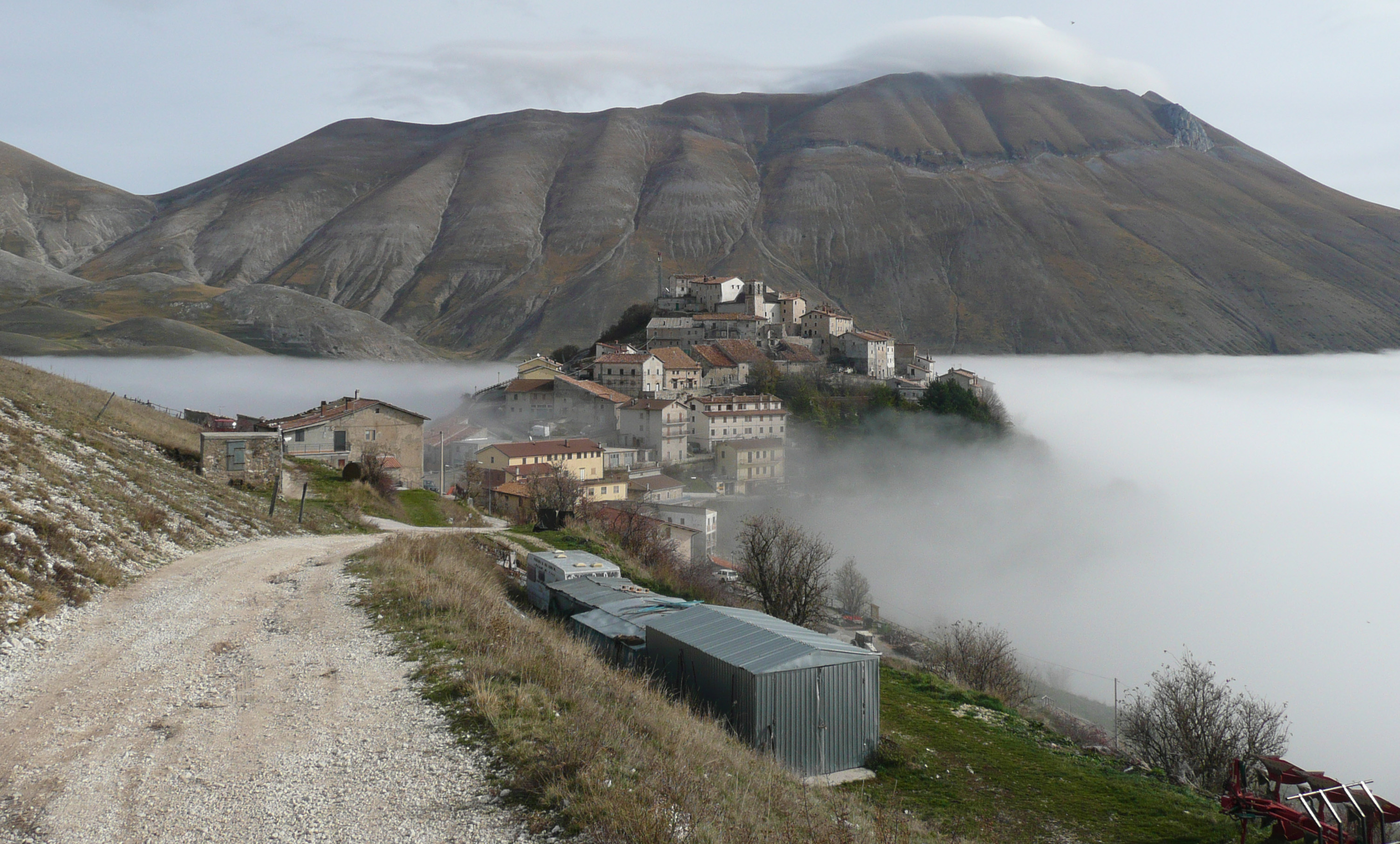
Veduta autunnale del paese con alle spalle la Cima del Redentore, prima del terremoto del 2016

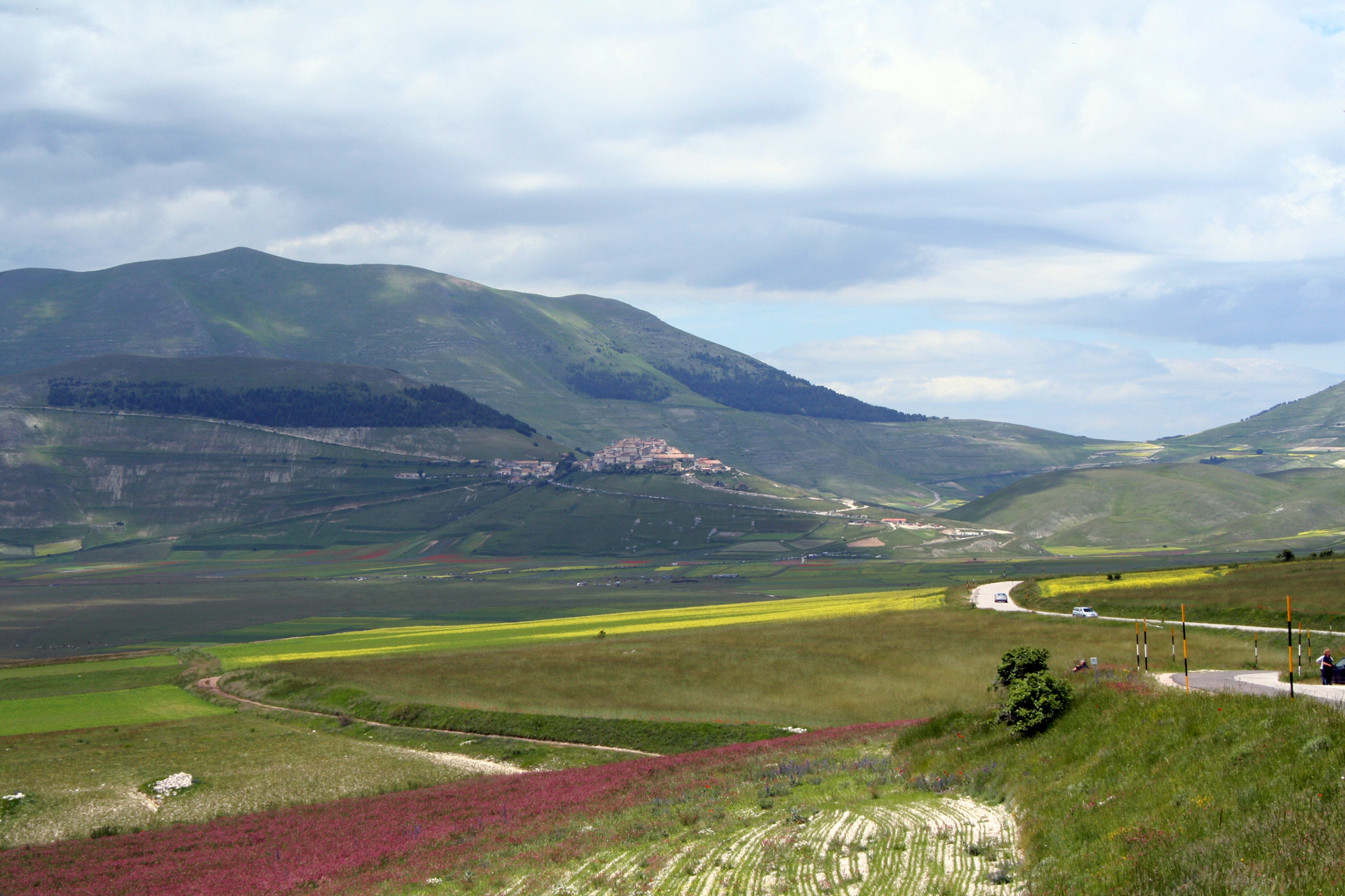
Vista dalla strada statale con parte della fioritura in tarda primavera, prima del terremoto del 2016

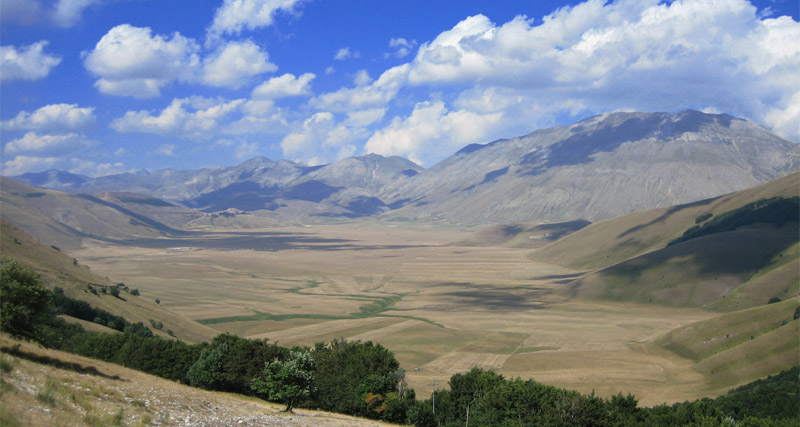
Vista dell'Altopiano di Castelluccio: in fondo a sinistra si scorge il paese in cima ad una collina. Sulla destra, il Monte Vettore.

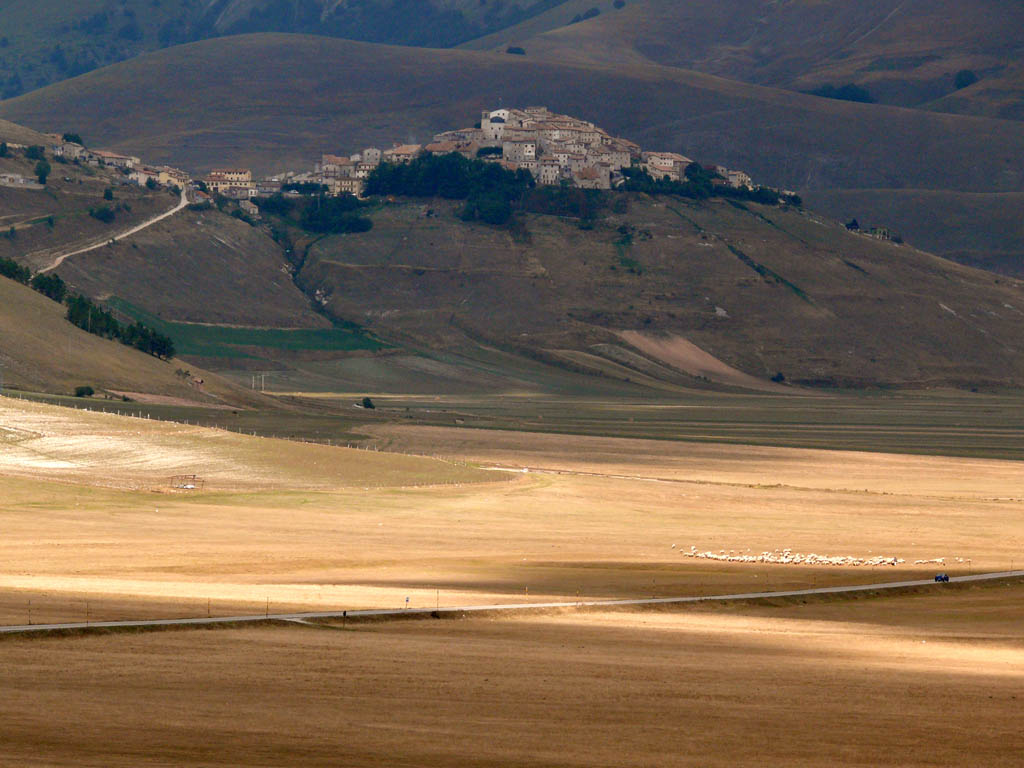
Vista dalla strada statale d'estate, prima del terremoto del 2016

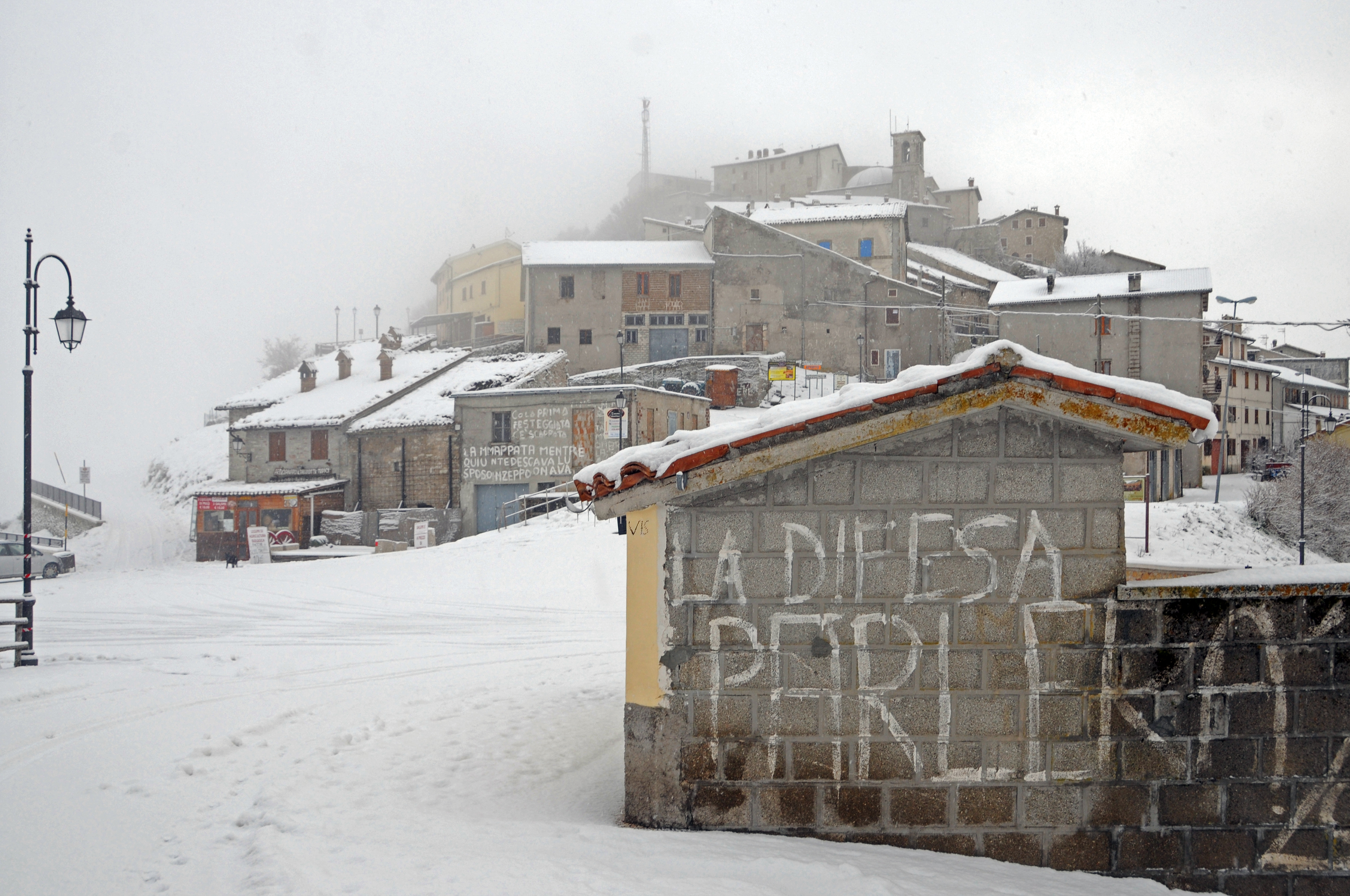
Vista invernale del paese, prima del terremoto del 2016

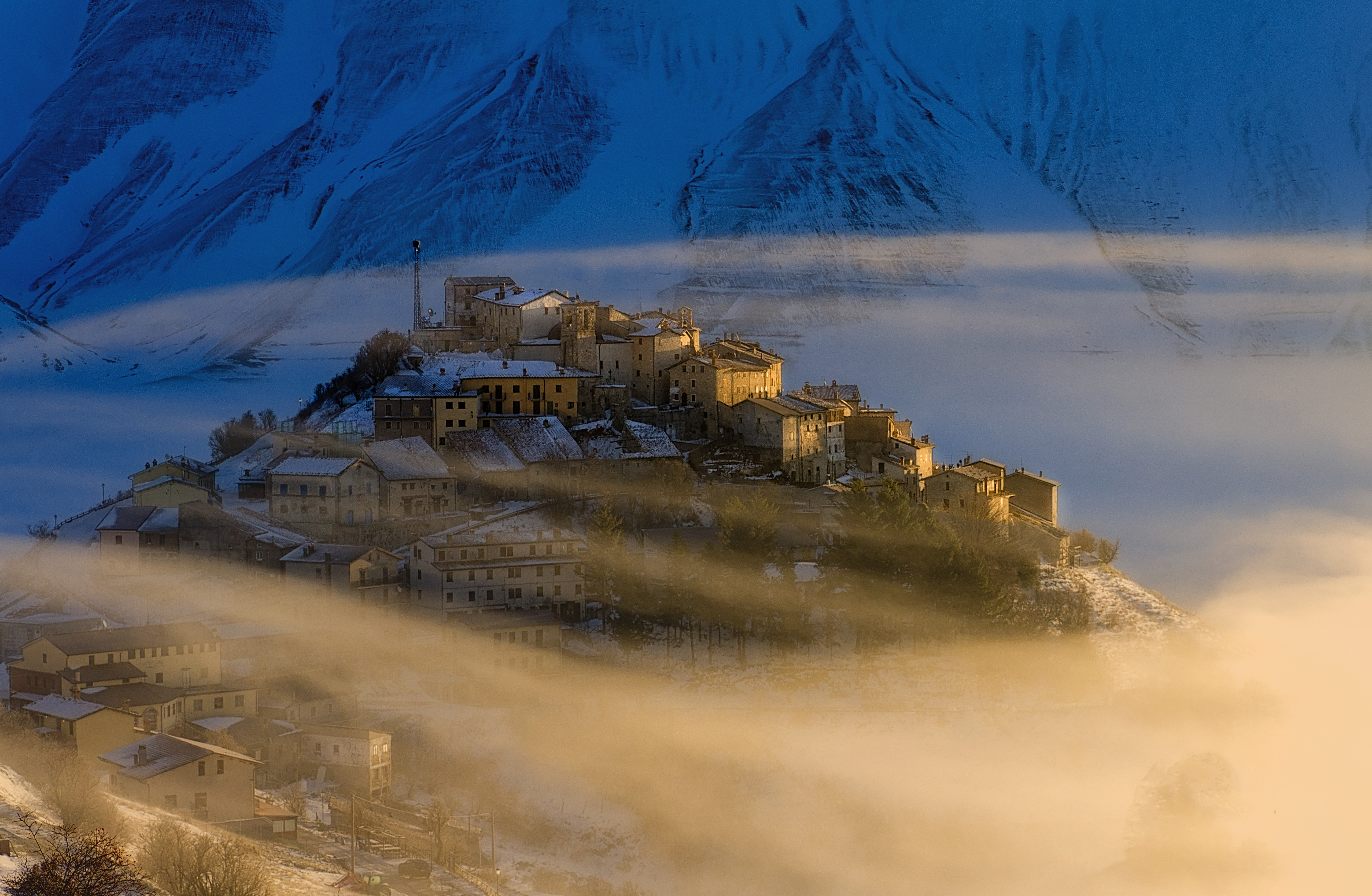
Vista invernale del paese, prima del terremoto del 2016

### Territorio
Il paese si trova sull'Appennino umbro-marchigiano, a circa 28 km da Norcia, ad una altitudine di 1452 m s.l.m. che ne fanno uno dei centri abitati più elevati degli Appennini, posto in cima ad un colle che si eleva sull'omonimo altopiano (Piani di Castelluccio) tra i più vasti dell'Italia Centrale ed inserito nel Parco nazionale dei Monti Sibillini, raggiungibile attraverso una strada panoramica. Di fronte ad esso, in direzione Est, si erge la sagoma del Monte Vettore (Cima del Redentore, 2448 m, la vetta più alta dell'Umbria).

### Clima
La stazione meteorologica di Castelluccio è la stazione meteorologica di riferimento per il paese di Castelluccio.
In base alla media trentennale di riferimento 1961-1990, la temperatura media del mese più freddo, gennaio, si attesta a -2,9 °C; quella del mese più caldo, luglio, è di +16,0 °C.
Le precipitazioni medie annue si aggirano ai 1100 mm, mediamente distribuite in 105 giorni, con un minimo relativo in estate ed un picco in autunno. 
In media ci sono 132 giorni di gelo all'anno. Il 2 marzo 2005 a seguito di una discesa di una massa d'aria freddissima dalla Siberia sul Pian Grande è stata raggiunta una temperatura minima di -32° che tutt'oggi rappresenta una delle temperature più basse d'Italia.
| Castelluccio                 | Mesi | Mesi | Mesi | Mesi | Mesi | Mesi | Mesi | Mesi | Mesi | Mesi | Mesi | Mesi | Stagioni | Stagioni | Stagioni | Stagioni | Anno  |
| Castelluccio                 | Gen  | Feb  | Mar  | Apr  | Mag  | Giu  | Lug  | Ago  | Set  | Ott  | Nov  | Dic  | Inv      | Pri      | Est      | Aut      | Anno  |
| ---------------------------- | ---- | ---- | ---- | ---- | ---- | ---- | ---- | ---- | ---- | ---- | ---- | ---- | -------- | -------- | -------- | -------- | ----- |
| T. max. media (°C)           | −1,2 | 0,4  | 4,5  | 9,0  | 14,6 | 19,5 | 21,9 | 21,2 | 16,8 | 10,9 | 4,3  | 0,0  | −0,3     | 9,4      | 20,9     | 10,7     | 10,2  |
| T. min. media (°C)           | −5,5 | −4,8 | −2,4 | 2,2  | 5,3  | 8,2  | 10,0 | 9,8  | 7,7  | 4,8  | 0,0  | −3,9 | −4,7     | 1,7      | 9,3      | 4,2      | 2,6   |
| Giorni di gelo (Tmin ≤ 0 °C) | 31   | 26   | 20   | 6    | 1    | 0    | 0    | 0    | 0    | 5    | 17   | 29   | 86       | 27       | 0        | 22       | 135   |
| Precipitazioni (mm)          | 94   | 98   | 92   | 112  | 108  | 71   | 53   | 60   | 100  | 108  | 111  | 99   | 291      | 312      | 184      | 319      | 1 106 |
| Giorni di pioggia            | 9    | 9    | 9    | 10   | 9    | 8    | 6    | 7    | 7    | 9    | 13   | 9    | 27       | 28       | 21       | 29       | 105   |

## Storia
La presenza dell'uomo nella zona è testimoniata sin dall'epoca romana, con il rinvenimento di alcuni oggetti in terracotta presso la Fonte di Canatra, in località Soglio. Inoltre, nelle fondamenta di una casa furono rinvenute nei secoli passati diverse monete romane risalenti al periodo dell'imperatore Claudio il Gotico (III secolo), e lungo la strada che conduce a Forca di Presta, si trovò anche la tomba di un soldato romano. Il nucleo attuale risale al XIII secolo, anche se alcune ricerche tendono a retrodatarne la fondazione.
Castelluccio fu un antico castello nell'orbita di Norcia costruito per difendere il confine orientale dei pascoli. A seguito del terremoto del 30 ottobre 2016 che si è abbattuto con estrema violenza su Castelluccio di Norcia, il paese è quasi completamente distrutto e disabitato e il suolo nei pressi del paese si è abbassato di circa 70 cm. 

## Economia
L'economia del paese è strettamente legata all'attività della pastorizia, che ancora oggi costituisce una buona parte degli introiti degli abitanti. Ad essa va aggiunta l'agricoltura, con la produzione di prodotti tipici quali le famose lenticchie di Castelluccio. Il turismo è presente tutto l'anno: nel periodo invernale, la località di Forca Canapine ospita impianti di risalita a volte funzionanti per attività sciistiche, mentre nel periodo estivo l'escursionismo attrae un gran numero di appassionati. Inoltre tutta l'area dei piani di Castelluccio è molto apprezzata per la pratica del volo libero, in particolare del parapendio, per via della particolare conformazione orografica e per la quasi totale assenza di tralicci e antenne. Per questo motivo nel paese si trovano diverse scuole di volo frequentate, soprattutto in estate, da appassionati e principianti provenienti da ogni zona d'Europa.

## Monumenti e luoghi di interesse
- Chiesa di Santa Maria Assunta (XVI secolo)[7], con una pregevole scultura lignea policroma della Madonna in adorazione del Bambino (1499), ad opera di Giovanni Antonio di Giordano, scultore norcino. La chiesa è stata costruita nella prima metà del 1500, il portale, datato 1528 fu ricomposto dopo il terremoto del 1703. L'interno è a pianta centrale con cupola ottagonale. L'altare maggiore in legno intagliato racchiude la scultura del Crocifisso con le figure dei Dolenti dipinte su tavola di fondo (XVI secolo). Nei due bracci laterali affreschi con i Misteri del Rosario di Camillo e Fabio Angelucci (1582) e Storie di Sant'Antonio Abate (fine XIV secolo). Sui rispettivi altari rinascimentali Madonna in adorazione del Bambino (già citata precedentemente) e S. Antonio Abate (terracotta policroma della fine del '500). La cupola della chiesa fu affrescata a fine '800[8]. La chiesa, a causa del Terremoto del Centro Italia del 2016 ha subito importanti danneggiamenti già dopo la scossa che ha distrutto Amatrice il 24 agosto 2016 a seguito della quale è stata messa in sicurezza[9]. La successiva scossa del 30 ottobre 2016 ha causato il suo crollo completo[10].
- Di interesse sono i portali delle antiche abitazioni e costruzione di Castelluccio[11], le icone che sovrastano le strade della frazione[12] e le lapidi che segnano eventi o personalità che hanno segnato la storia del paese[13].
- Caratteristiche sono le scritte sui muri fatte con la calce negli anni '60 e '70 ancora visibili. Le scritte fanno riferimento a litigi paesani e tensioni amorose, spesso in rima, scritte in castellucciano e comprensibili a chi conosceva l'antefatto della vicenda a cui fanno riferimento[14].
- Parco nazionale dei Monti Sibillini (1993), area protetta di 72 000 ha che ospita animali quali il lupo, il camoscio d'Abruzzo, l'aquila reale ed il falco pellegrino;
- il Monte Vettore (2 478 m), uno dei più alti monti dell'appennino centrale, nonché cima più alta delle Marche. A breve distanza dalla sommità, si trova il Lago di Pilato (1 941 m), di origine glaciale. Le sue acque ospitano una colonia di Chirocefalus Marchesoni, un minuscolo crostaceo.
- la Cima del Redentore (2 448 m), cima più alta dell'Umbria, e l'omonima spettacolare cresta che consente una superba vista aerea sui piani di Castelluccio.
- la Grotta della Sibilla (2 150 m), abitata secondo la leggenda da una maga capace di predire il futuro.
- i Piani di Castelluccio (1 350 m), di circa 15 km², rappresentati principalmente dal Pian Grande e dal Pian Perduto. Essi sono famosi per la fioritura, ossia l'imponente fenomeno di fioritura che colora il piano tra la fine di maggio e l'inizio di luglio (soprattutto papaveri, fiordalisi, margherite).[15]
- Sulla piana di Castelluccio è visibile un bosco a forma di Italia a ridosso del Pian Grande[16]. Le conifere che la formano furono piantate durante la X Festa della Montagna del 1961 per volontà del ministro Mariano Rumor titolare all'epoca del Ministero dell'agricoltura[17] e per celebrare il centenario dell'unità d'Italia.

## Nelle cultura e nell'arte
- Aldo Rotelli (1912-1971) è stato un regista romano legato a Castelluccio e ai Sibillini. Vinse la Biennale di Venezia per un documentario su i territori dei Monti Sibillini e di Castelluccio[18].
- Il fotografo riminese Italo Di Fabio ha celebrato i panorami di Castelluccio[19].
- Attraverso una mostra avvenuta a metà degli anni '80 gli abitanti del paese hanno iniziato a recuperare fotografie di straordinario interesse per il recupero delle tradizioni e della vita di paese del passato[20].

## Eventi
- La festa della Cona è un evento religioso popolare che ogni anno ricorda la Battaglia del Pian Perduto tra Norcia e Visso avvenuta il 20 luglio 1522[21].

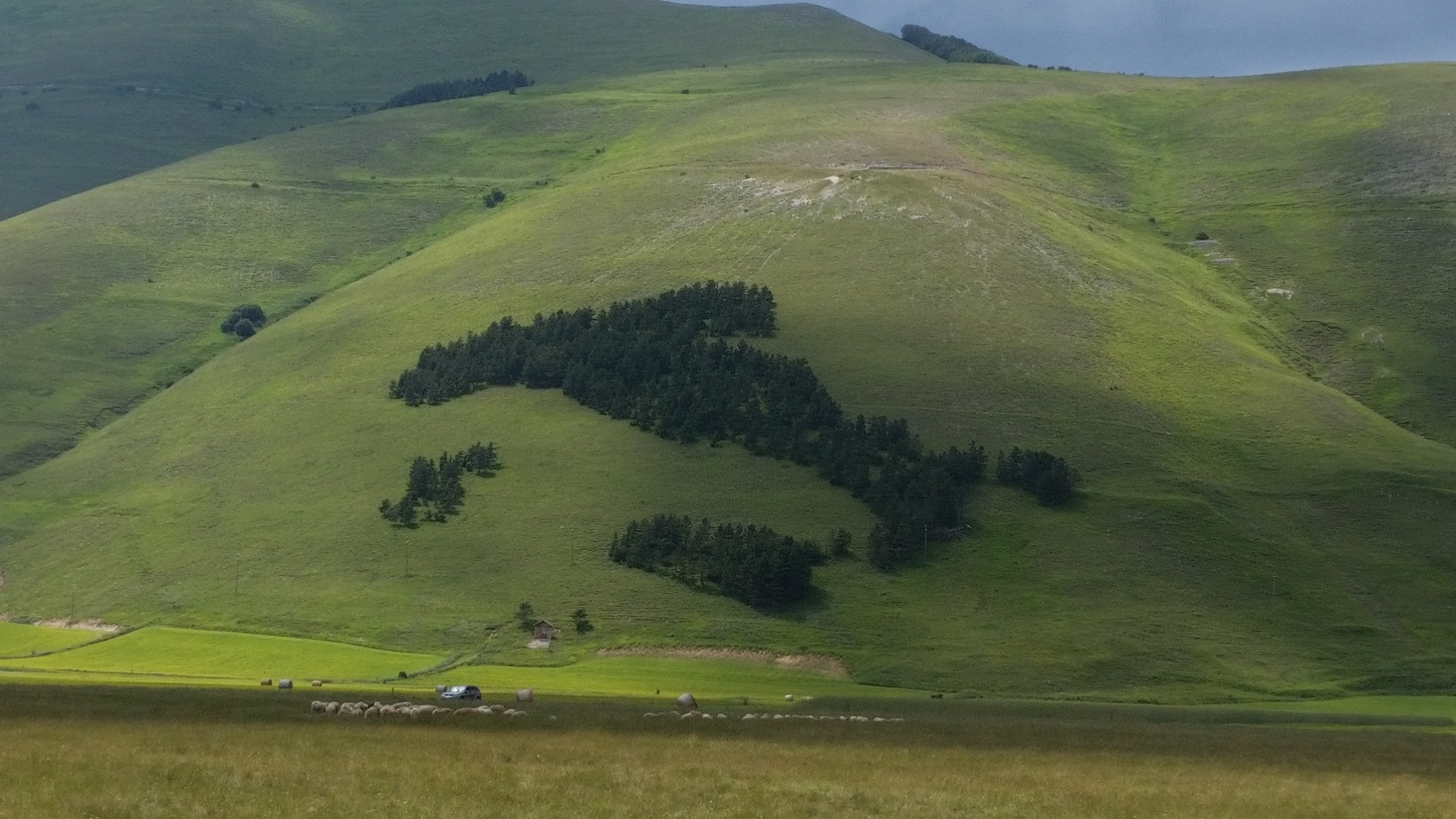
Vista del bosco di conifere a forma di Italia